# Карпентер (лунный кратер)
Кратер Карпентер (лат. Carpenter) — крупный сравнительно молодой ударный кратер в северной приполярной области видимой стороны Луны. Название присвоено в честь английского астронома Джеймса Карпентера (1840—1899) и американского астронома Эдвина Френсиса Карпентера (1898—1963); утверждено Международным астрономическим союзом в 1935 г. Образование кратера относится к эратосфенскому периоду.

## Описание кратера

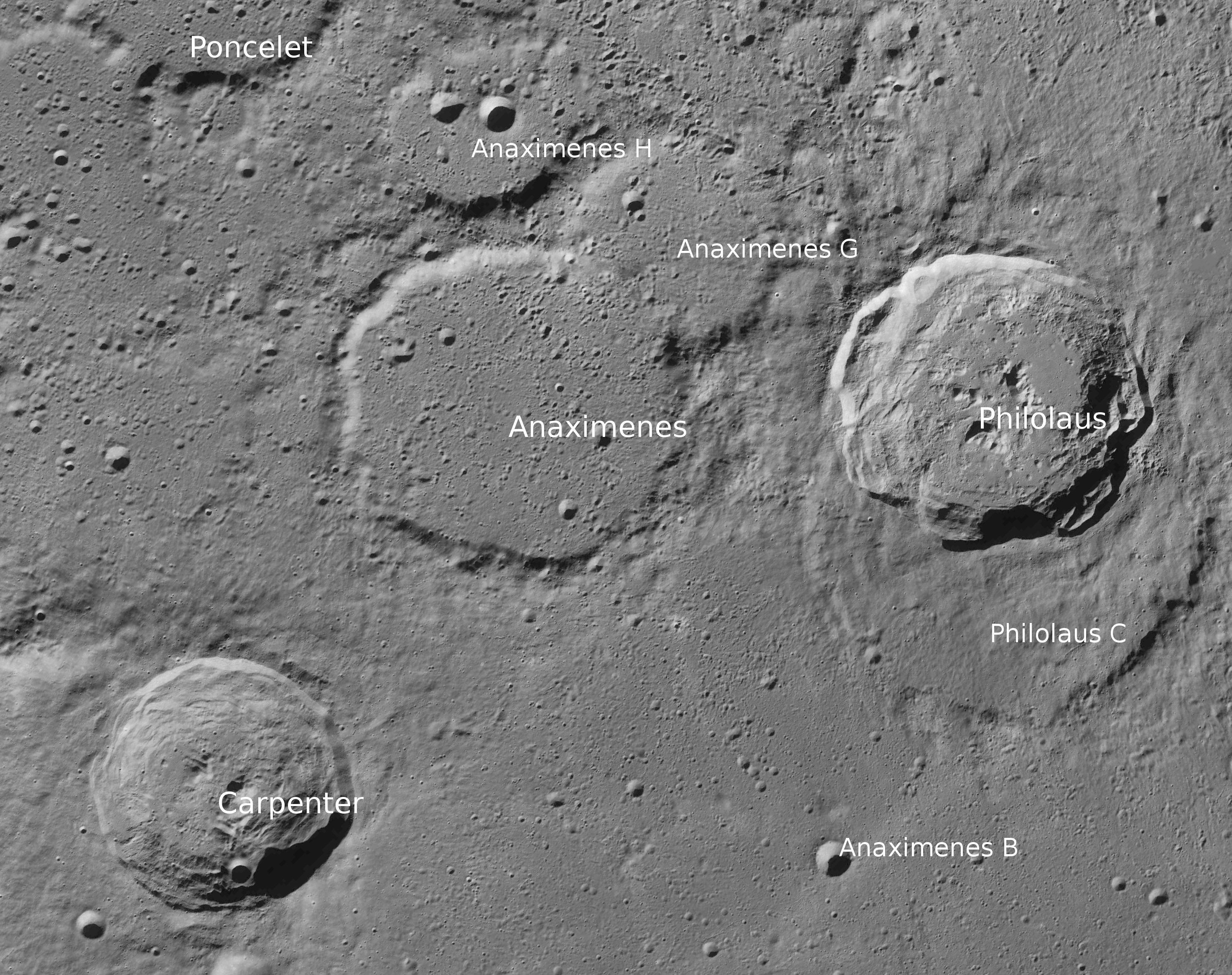
Окрестности кратера Карпентер. Снимок зонда Lunar Reconnaissance Orbiter.

Ближайшими соседями кратера являются кратер Дезарг на западе; кратер Паскаль на северо-западе; кратер Понселе на севере; кратер Анаксимен на северо-востоке; кратер Анаксимандр на юге и кратер Пифагор на юго-западе. Селенографические координаты центра кратера 69°31′ с. ш. 51°14′ з. д. / 69,52° с. ш. 51,23° з. д., диаметр 59,1 км, глубина 4,17 км.
Кратер имеет полигональную форму и практически не подвергся разрушению. Вал с острой кромкой, внутренний склон террасовидной структуры, у подножия восточной части внутреннего склона видны следы обрушения пород, южная-юго-восточная часть склона отмечена приметным маленьким чашеобразным кратером. На юго-востоке от кратера расположен еще один приметный кратер. Высота вала над окружающей местностью достигает 1200 м, объем кратера составляет около 2 940 км3. Дно чаши пересеченное, с множеством холмов и бугров. Центральный пик двойной, меньший из пиков имеет высоту 650 – 800 м и смещен к западу от центра чаши, больший имеет высоту 980 м и смещен к востоку. От большего центрального пика в южном направлении отходит хребет. Оба пика на 90-98% состоят из анортозита.
Кратер Карпентер включен в список кратеров с яркой системой лучей Ассоциации лунной и планетарной астрономии (ALPO).
За счет своего расположения у северо-западного лимба Луны кратер при наблюдениях с Земли имеет искаженную формую

## Сателлитные кратеры

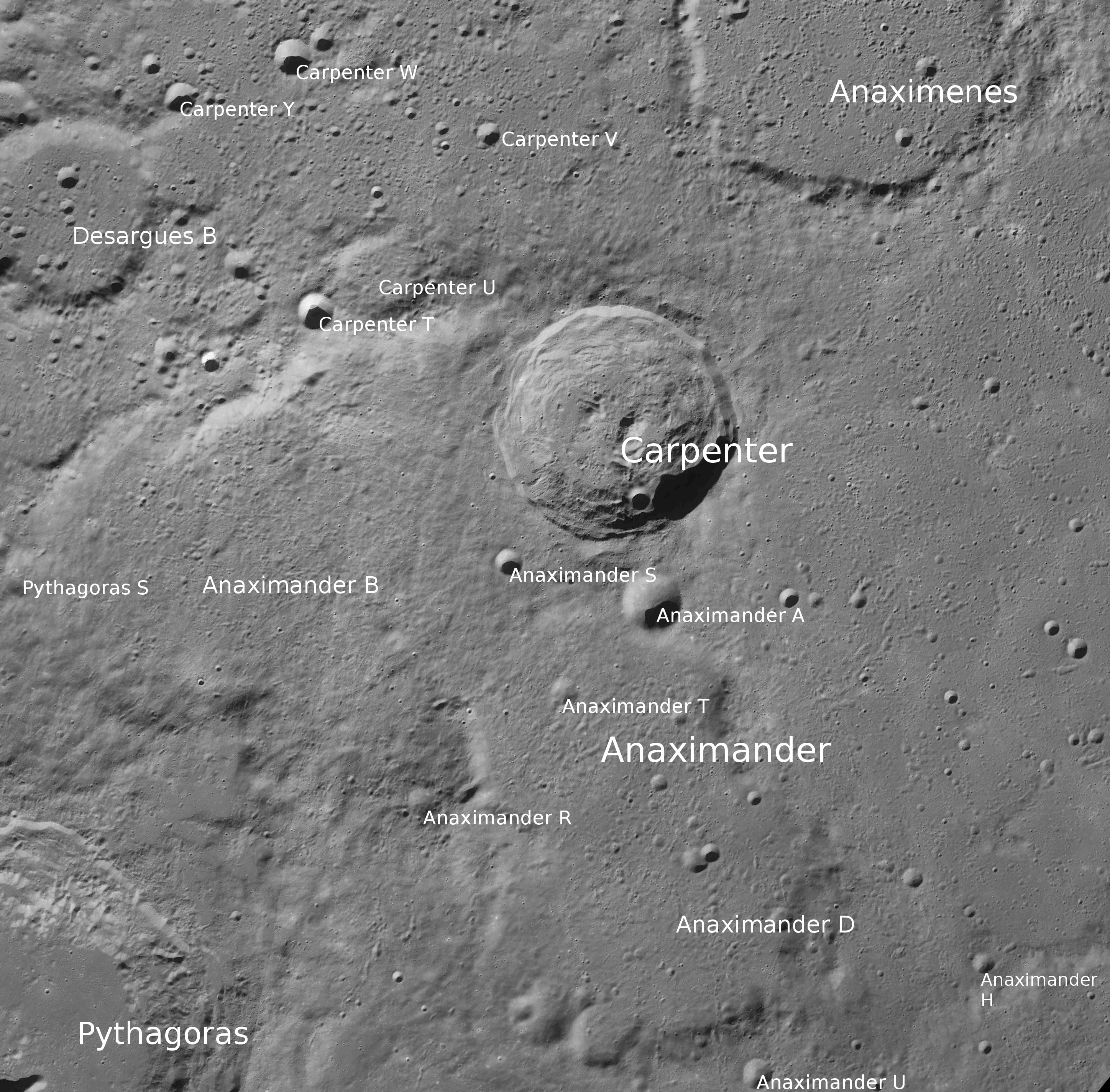
Снимок зонда Lunar Reconnaissance Orbiter.

| Карпентер | Координаты                                            | Диаметр, км |
| --------- | ----------------------------------------------------- | ----------- |
| T         | 70°17′ с. ш. 58°41′ з. д. / 70,28° с. ш. 58,69° з. д. | 9,4         |
| U         | 70°37′ с. ш. 57°05′ з. д. / 70,61° с. ш. 57,08° з. д. | 25,1        |
| V         | 71°55′ с. ш. 54°41′ з. д. / 71,91° с. ш. 54,68° з. д. | 5,8         |
| W         | 72°22′ с. ш. 60°14′ з. д. / 72,37° с. ш. 60,24° з. д. | 9,6         |
| Y         | 71°52′ с. ш. 63°01′ з. д. / 71,86° с. ш. 63,02° з. д. | 7,9         |

## См.также
- Список кратеров на Луне
- Лунный кратер
- Морфологический каталог кратеров Луны
- Планетная номенклатура
- Селенография
- Минералогия Луны
- Геология Луны
- Поздняя тяжёлая бомбардировка